# Коскудик (Конаєвська міська адміністрація)
Коскуди́к (каз. Қосқұдық) — станційне селище у складі Конаєвської міської адміністрації Алматинської області Казахстану. Входить до складу Шенгельдинського сільського округу.
Населення — 763 особи (2021; 792 у 2009, 894 у 1999, 944 у 1989).

## Історія
У радянські часи селище називалось Коскудук.